# Wolfgang Zeller
Wolfgang Zeller (Mansfeld, 12 settembre 1893 – Berlino, 11 gennaio 1967) è stato un compositore, direttore d'orchestra e violinista tedesco. Il suo stile è caratterizzato da strutture musicali complesse, melodie malinconiche e una costante apertura verso la sperimentazione.

## Biografia
Studiò violino e composizione a Monaco di Baviera. Divenuto violinista prima del Deutsche Oper Berlin e in seguito del teatro Volksbühne, iniziò la sua attività di compositore di musiche di scena nel 1919. Dopo avere musicato alcuni cortometraggi, fu autore delle musiche del primo lungometraggio sonoro prodotto in Germania, La melodia del mondo.
Nei primissimi anni '30 toccò l'apice della sua carriera componendo la colonna sonora di film importanti come Vampyr - Il vampiro di Carl Theodor Dreyer e L'Atlantide di  Georg Wilhelm Pabst, mentre con l'arrivo del Terzo Reich la sua attività fu principalmente riservata a film minori e di propaganda. Negli anni '50 si avvicinò al genere documentaristico.

## Filmografia parziale
- Le avventure del principe Achmed (1926)
- La melodia del mondo (1929)
- Terra senza donne (1929)
- Miss Europa (1930)
- L'Atlantide (1932)
- Vampyr - Il vampiro (1932)
- Unmögliche Liebe (1932)
- L'isola dei demoni (1933)
- Il prigioniero del re (1935)
- I due re (1935)
- Ingratitudine (1937)
- L'orma del diavolo (1937)
- La vita del dottor Koch (1939)
- Delitto nella tempesta (1939)
- Süss l'ebreo (1940)
- Uomini nella tempesta (1941)
- Campo di lino (1943)
- Il perduto amore (1943)
- Morituri (1948)
- Disperazione (1950)
- La dinastia indomabile (1951)
- Non c'è più posto per le belve (1956)
- Serengeti non morirà (1959)